# Fargo (Geórgia)
Fargo é uma cidade localizada no estado americano de Geórgia, no Condado de Clinch.

## Demografia
Segundo o censo americano de 2000, a sua população era de 380 habitantes.
Em 2006, foi estimada uma população de 375, um decréscimo de 5 (-1.3%).

## Geografia
De acordo com o United States Census Bureau tem uma área de
4,5 km², dos quais 4,5 km² cobertos por terra e 0,0 km² cobertos por água. Fargo localiza-se a aproximadamente 35 m acima do nível do mar.

## Localidades na vizinhança
O diagrama seguinte representa as localidades num raio de 44 km ao redor de Fargo.